# Triebold Paleontology Incorporated
La Triebold Paleontology Incorporated, connu sous l'acronyme TPI, est une entreprise basée à Woodland Park, dans le Colorado, aux États-Unis, qui fournit des biens et services liés aux fossiles. Son siège social se trouve au Centre des dinosaures des montagnes Rocheuses (en). Parmi ses filiales figurent Embedded Exhibitions, LLC, une société d'expositions itinérantes, Dinosaur Sanctuary et le Centre des dinosaures des montagnes Rocheuses.

## Histoire
La Triebold Paleontology Incorporated est fondée en 1989 et est dirigée par Michael Triebold. L'exposition itinérante « Savage Ancient Seas » a été créée et accueillie en 2000. Triebold a créé une filiale pour regrouper ses expositions itinérantes sous une marque distincte, « Embedded Exhibitions », en 2001. En 2004, le Centre des dinosaures des montagnes Rocheuses (en) a ouvert ses portes. Il s'agit du premier dépôt de fossiles intentionnellement temporaire au monde, du nouveau siège social du TPI et d'un musée d'histoire naturelle accueillant environ 100 000 visiteurs par an.

## Services
La société fournit des spécimens fossiles réels et les reproduits aux musées et aux collectionneurs. Plus de 30 sites privés, riches en fossiles du Crétacé supérieur, sont loués et régulièrement prospectés par les paléontologues de TPI. Ceux-ci offre tous les services liés aux fossiles pour les musées, notamment le moulage, la préparation et la restauration, la prospection et la collecte, ainsi que le montage et le remontage de fossiles et de moulages fossiles.